# Thomas Bormolini
Thomas Bormolini, né le 29 août 1991 à Sondalo, est un biathlète italien.

## Carrière
Fondeur à l'origine, il se tourne vers le biathlon en 2005 grâce à son frère Luca.
Sportif-soldat, il prend part à des compétitions internationales junior à partir de 2008. Bormolini fait ses débuts en Coupe du monde en 2014 à Östersund où il se classe 19e de l'individuel, marquant ainsi ses premiers points.
En janvier 2018, il monte sur son premier podium de Coupe du monde à Oberhof avec ses coéquipiers du relais. Un mois plus tard, il prend part aux Jeux olympiques de Pyeongchang, où il se classe 51e du sprint, 48e de la poursuite, 56e de l'individuel et 12e du relais.
Par la suite, il obtient deux nouveaux podiums de Coupe du monde en relais en 2019 à Östersund et en 2021 à Oberhof. Individuellement, il s'améliore aussi, terminant deux fois dans le top vingt durant la saison 2018-2019, dont une treizième place au sprint d'Östersund, meilleure performance qu'il égalera à deux reprises en 2022 sur les sprints d'Oberhof et Kontiolahti.
Aux Championnats du monde 2021 à Pokljuka, il se qualifie pour première mass-start dans l'élite, après notamment une 19e place à la poursuite.
Aux Jeux olympiques de Pékin en février 2022, il signe deux top dix avec les relais mixte et masculin et obtient comme meilleur résultat individuel une 23e place (sprint).
Il décide de prendre sa retraite au printemps 2022 alors qu'il vient de boucler à l'âge de 30 ans la meilleure saison de sa carrière (24e du classement général de la Coupe du monde).

## Palmarès

### Jeux olympiques
| Édition \ Épreuve | Individuel | Sprint | Poursuite | Mass start | Relais | Relais mixte |
| ----------------- | ---------- | ------ | --------- | ---------- | ------ | ------------ |
| Pyeongchang 2018  | 56e        | 51e    | 48e       | —          | 12e    | —            |
| Pékin 2022        | 63e        | 23e    | 33e       | —          | 7e     | 9e           |

Légende :
- — : non disputée par Bormolini

### Championnats du monde
| Édition \ Épreuve       | Individuel | Sprint | Poursuite | Mass start | Relais | Relais mixte | Relais mixte simple |
| ----------------------- | ---------- | ------ | --------- | ---------- | ------ | ------------ | ------------------- |
| Kontiolahti 2015        | 83e        | 90e    | —         | —          | 12e    | —            |                     |
| Oslo 2016               | 51e        | 56e    | 37e       | —          | 11e    | —            |                     |
| Hochfilzen 2017         | 59e        | 46e    | 48e       | —          | 5e     | —            |                     |
| Östersund 2019          | 43e        | 43e    | 27e       | —          | 15e    | —            | —                   |
| Antholz-Anterselva 2020 | 48e        | 40e    | 45e       | —          | 7e     | —            | —                   |
| Pokljuka 2021           | —          | 27e    | 19e       | 24e        | —      | —            | —                   |

Légende :
- — : non disputée par Thomas Bormolini

### Coupe du monde
- Meilleur classement général : 24e en 2022.
- Meilleur résultat individuel : 13e.
- 3 podiums en relais : 1 deuxième place et 2 troisièmes places.

#### Classements en Coupe du monde
| Saison    | Classement général final |
| 2014-2015 | 66e                      |
| 2015-2016 | 88e                      |
| 2016-2017 | 98e                      |
| 2017-2018 | 58e                      |
| 2018-2019 | 46e                      |
| 2019-2020 | 47e                      |
| 2020-2021 | 44e                      |
| 2021-2022 | 24e                      |